# Boualem Khoukhi
Boualem Khoukhi (tiếng Ả Rập: بوعلام خوخي; sinh ngày 9 tháng 7 năm 1990) là một cầu thủ bóng đá chuyên nghiệp người Qatar hiện thi đấu ở vị trí trung vệ cho câu lạc bộ Al Sadd tại Qatar Stars League và đội tuyển quốc gia Qatar.

#### Bàn thắng quốc tế
Bàn thắng và kết quả của Qatar được để trước.
| #   | Ngày                 | Địa điểm                                          | Đối thủ           | Bàn thắng | Kết quả | Giải đấu                      |
| --- | -------------------- | ------------------------------------------------- | ----------------- | --------- | ------- | ----------------------------- |
| 1.  | 31 tháng 12 năm 2013 | Sân vận động Jassim Bin Hamad, Doha, Qatar        | Ả Rập Xê Út       | 1–0       | 4–1     | WAFF Championship 2014        |
| 2.  | 31 tháng 12 năm 2013 | Sân vận động Jassim Bin Hamad, Doha, Qatar        | Ả Rập Xê Út       | 3–1       | 4–1     | WAFF Championship 2014        |
| 3.  | 4 tháng 1 năm 2014   | Sân vận động Abdullah bin Khalifa, Doha, Qatar    | Kuwait            | 1–0       | 3–0     | WAFF Championship 2014        |
| 4.  | 4 tháng 1 năm 2014   | Sân vận động Abdullah bin Khalifa, Doha, Qatar    | Kuwait            | 2–0       | 3–0     | WAFF Championship 2014        |
| 5.  | 7 tháng 1 năm 2014   | Sân vận động Jassim Bin Hamad, Doha, Qatar        | Jordan            | 1–0       | 2–0     | WAFF Championship 2014        |
| 6.  | 7 tháng 1 năm 2014   | Sân vận động Jassim Bin Hamad, Doha, Qatar        | Jordan            | 2–0       | 2–0     | WAFF Championship 2014        |
| 7.  | 6 tháng 11 năm 2014  | Sân vận động Abdullah bin Khalifa, Doha, Qatar    | CHDCND Triều Tiên | 1–0       | 3–1     | Giao hữu                      |
| 8.  | 27 tháng 11 năm 2014 | Sân vận động Nhà vua Fahd, Riyadh, Ả Rập Xê Út    | Ả Rập Xê Út       | 2–1       | 2–1     | 22nd Arabian Gulf Cup         |
| 9.  | 3 tháng 9 năm 2015   | Sân vận động Jassim Bin Hamad, Doha, Qatar        | Bhutan            | 11–0      | 15–0    | Vòng loại FIFA World Cup 2018 |
| 10. | 3 tháng 9 năm 2015   | Sân vận động Jassim Bin Hamad, Doha, Qatar        | Bhutan            | 13–0      | 15–0    | Vòng loại FIFA World Cup 2018 |
| 11. | 13 tháng 10 năm 2015 | Sân vận động Jassim Bin Hamad, Doha, Qatar        | Maldives          | 1–0       | 4–0     | Vòng loại FIFA World Cup 2018 |
| 12. | 13 tháng 10 năm 2015 | Sân vận động Jassim Bin Hamad, Doha, Qatar        | Maldives          | 3–0       | 4–0     | Vòng loại FIFA World Cup 2018 |
| 13. | 10 tháng 11 năm 2016 | Sân vận động Jassim Bin Hamad, Doha, Qatar        | Nga               | 1–1       | 2–1     | Giao hữu                      |
| 14. | 19 tháng 11 năm 2018 | Kehrwegstadion, Eupen, Bỉ                         | Iceland           | 2–2       | 2–2     | Giao hữu                      |
| 15. | 13 tháng 1 năm 2019  | Sân vận động Khalifa bin Zayed, Al Ain, UAE       | CHDCND Triều Tiên | 3–0       | 6–0     | Asian Cup 2019                |
| 16. | 29 tháng 1 năm 2019  | Sân vận động Mohammed bin Zayed, Abu Dhabi, UAE   | UAE               | 1–0       | 4–0     | Asian Cup 2019                |
| 17. | 5 tháng 9 năm 2019   | Sân vận động Jassim bin Hamad, Doha, Qatar        | Afghanistan       | 6–0       | 6–0     | Vòng loại FIFA World Cup 2022 |
| 18. | 2 tháng 12 năm 2019  | Sân vận động Quốc tế Khalifa, Doha, Qatar         | UAE               | 4–2       | 4–2     | 24th Arabian Gulf Cup         |
| 19. | 10 tháng 12 năm 2021 | Sân vận động Al Bayt, Al Khor, Qatar              | UAE               | 3–0       | 5–0     | FIFA Arab Cup 2021            |
| 20. | 26 tháng 3 năm 2022  | Sân vận động Thành phố Giáo dục, Al Rayyan, Qatar | Bulgaria          | 2–1       | 2–1     | Giao hữu                      |